# Malabuyoc
Malabuyoc es un municipio filipino de quinta clase, perteneciente a la provincia de Cebú, en las Bisayas Centrales.

## Historia
Hacia mediados del siglo XIX, el lugar tenía contabilizada una población de 4300 habitantes, repartidos en 715 casas. Aparece descrito en el segundo volumen del Diccionario geográfico, estadístico, histórico de las Islas Filipinas (1851) de Manuel Buzeta Núñez y Felipe Bravo con las siguientes palabras:

MALABUYOC: pueblo con cura y gobernadorcillo, en la isla, prov. y dióc. de Cebú; sit. en la costa, terreno llano, y clima templado. Tiene unas 715 casas, la parroquial que se distingue entre todas y la de comunidad donde está la cárcel. La igl. parr. es de buena fábrica y la sirve un cura secular. La escuela de primeras letras, única que hay en el pueblo, tiene una dotacion de los fondos de comunidad. El terreno es fértil y sus prod. son arroz, caña dulce, algodon, mangas, cocos y otras varias frutas y legumbres. La ind. consiste en la fabricacion de algunas telas, en lo que se ocupan con especialidad las mugeres. pobl. 4,300 alm., y en 1845 pagaba 1,074 trib., que hacen 10,740 rs. plata, equivalentes á 26,850 rs. vn.
(Buzeta y Bravo, 1851, p. 200)

En 2020, tenía censados 19 770 habitantes.